# 塞尔吉奥·宾尼法利纳
塞尔吉奥·宾尼法利纳（義大利語：Sergio Pininfarina，1926年9月8日—2012年7月3日）是一位意大利的汽车设计师和终身参议员。他是意大利著名汽车设计公司宾尼法利纳的第二任CEO。

## 职业生涯

### 汽车设计师
塞尔吉奥·宾尼法利纳生于意大利的都灵，他从都灵理工大学毕业后就进入他父亲巴蒂斯塔·法利纳所开办的宾尼法利纳工作。很快他便成为公司不可或缺的一部分，在他的职业生涯中所监督设计的许多车型（尤其是为法拉利设计的车型）使公司渐渐扬名。1961年，为了匹配公司的名称，他的家族姓氏从“法利纳”（Farina）更改为“宾尼法利纳”（Pininfarina），并以意大利总统的法令宣布。1965年，塞尔吉奥·宾尼法利纳亲自说服恩佐·法拉利为法拉利的新型公路赛车采用“中置引擎”的设计配置方案。按照此设计，赛车的引擎将被放置于在驾驶舱的后面，但在后轮的前面。
1966年，他的父亲去世后，他正式成为宾尼法利纳的主席。
2006年，他和他的儿子安德列·宾尼法利纳共同被授予了公司的荣誉主席。2008年，他的儿子因车祸去世。

#### 设计作品
- 阿尔法·罗密欧 蜘蛛Duetto
- 阿尔法·罗密欧164
- 宾利Azure
- 法拉利F40（首席设计师）
- 法拉利288 GTO
- 法拉利 328
- 法拉利 360
- 法拉利612 Scaglietti（与美国汽车设计师弗兰克·斯蒂芬森合作设计）
- 法拉利P4/5 宾尼法利纳
- 菲亚特124
- 菲亚特130 Coupé
- 蓝旗亚 BETA
- 蓝旗亚 Gamma
- 蓝旗亚 Thema
- 玛莎拉蒂 总裁（第5代）
- 玛莎拉蒂 GranTurismo
- 玛莎拉蒂 GranCabrio
- 标致306
- 标致406 Coupé

### 终身参议员
2005年9月23日，塞尔吉奥·宾尼法利纳与乔治·纳波利塔诺一同被时任意大利总統卡洛·阿泽利奥·钱皮任命为意大利的终身参议员。

## 过世
2012年7月3日，塞尔吉奥·宾尼法利纳在都灵过世，享年85岁。